# Arctia pseudopunctata
Arctia pseudopunctata là một loài bướm đêm thuộc phân họ Arctiinae, họ Erebidae.